# 2021 în Suedia
Acest articol prezinta evenimente marcante din anul 2021 în Suedia .

## Decese

### Ianuarie
- 10 ianuarie - Thorleif Torstensson⁠(d), cântăreț (n. 1949)